# Географія Португалії
Португалія — південноєвропейська країна, що знаходиться на крайньому південному заході континенту, займає західну частину Піренейського півострова . Загальна площа країни 92 090 км² (111-те місце у світі), з яких на суходіл припадає 91 470 км², а на поверхню внутрішніх вод — 620 км². Площа країни втричі більша за площу Житомирської області України. Португалію перетинають три основні річки — Дору, Тежу і Гвадіана . 

## Назва
Офіційна назва — Португальська Республіка, Португалія (порт. Republica Portuguesa, Portugal). Назва країни походить від середньовічного романського топоніму Портукале (Portucale), що є видозміною давньоримської назви «порт Кале» (лат. Portus Cale), сучасні Порту і Віла-Нова-де-Ґайя. Місто Порту стало центром Португальського князівства у IX столітті. Походження назви Кале досі є предметом досліджень. Вона може бути пов'язана з кельтами-галлами (Gallaeci), які жили на північ від річки Дору ще в доримські часи. Також може походити від давньогрецького слова «калліс» (дав.-гр. καλλἰς), що означає красивий. Антична і сучасна поетична назва країни, Лузитанія (лат. Lusitania), походить від етноніму лузитанців (лат. Lusitani), імовірно, кельтського племені.

## Географічне положення
Португалія — південноєвропейська країна, що межує лише з однією державою: на сході й півночі — з Іспанією (спільний кордон — 1224 км). Загальна довжина державного кордону — 1224 км. Португалія на заході омивається водами Атлантичного океану. Загальна довжина морського узбережжя 1793 км.

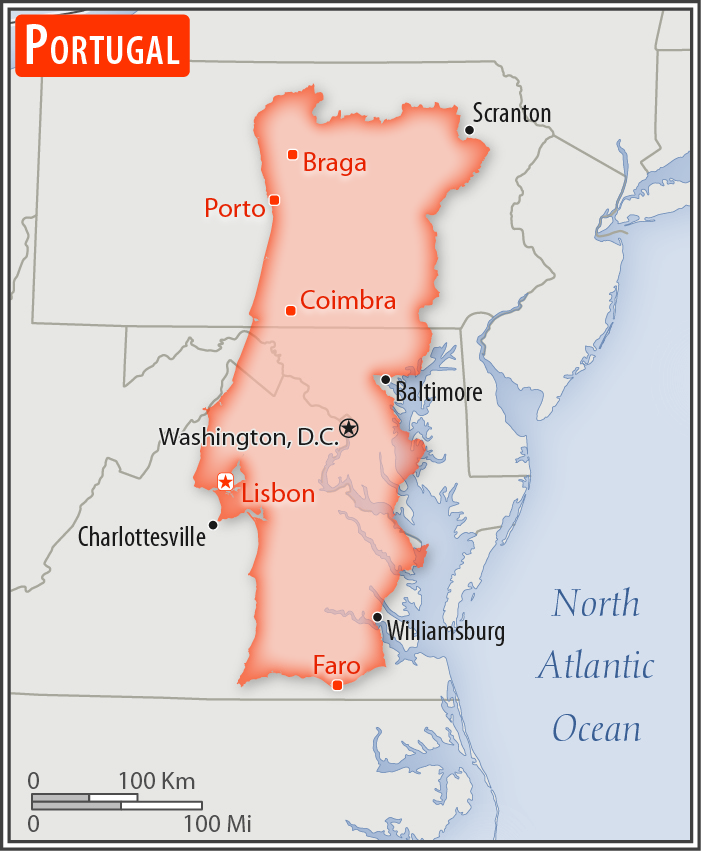
Порівняння розмірів території Португалія та США
Морські кордони Португалії

Згідно з Конвенцією Організації Об'єднаних Націй з морського права (UNCLOS) 1982 року, протяжність територіальних вод країни встановлено в 12 морських миль (22,2 км). Прилегла зона, що примикає до територіальних вод, в якій держава може здійснювати контроль необхідний для запобігання порушень митних, фіскальних, імміграційних або санітарних законів простягається на 24 морські милі (44,4 км) від узбережжя (стаття 33). Виключна економічна зона встановлена на відстань 200 морських миль (370,4 км) від узбережжя. Континентальний шельф — до глибин 200 м.

### Крайні пункти
Континентальна частина Португалії лежить між 42°06′ і 36°57′ паралелями північної широти, 9°30′ і 6°11′ меридіанами західної довготи.
| Севіде мис Святої Марії мис Рока Параделаclass=notpageimage\| Крайні пункти Португалії |

Крайні пункти континентальної Португалії:
- крайня північна точка — біля селища Севіде (порт. Cevide) муніципалітету Мелгасу округу Віана-ду-Каштелу 42°06′11″ пн. ш. 08°11′54″ зх. д. / 42.10306° пн. ш. 8.19833° зх. д.;
- крайня південна точка — мис Святої Марії (порт. Cabo de Santa Maria), округ Фару 36°57′37″ пн. ш. 07°53′14″ зх. д. / 36.96028° пн. ш. 7.88722° зх. д.;
- крайня західна точка — мис Рока (порт. Cabo da Roca), Лісабонський регіон 38°46′52″ пн. ш. 09°30′02″ зх. д. / 38.78111° пн. ш. 9.50056° зх. д.;
- крайня східна точка — селище Парадела (порт. Paradela) муніципалітету Міранда-ду-Дору округу Браґанса 41°34′30″ пн. ш. 06°11′22″ зх. д. / 41.57500° пн. ш. 6.18944° зх. д..

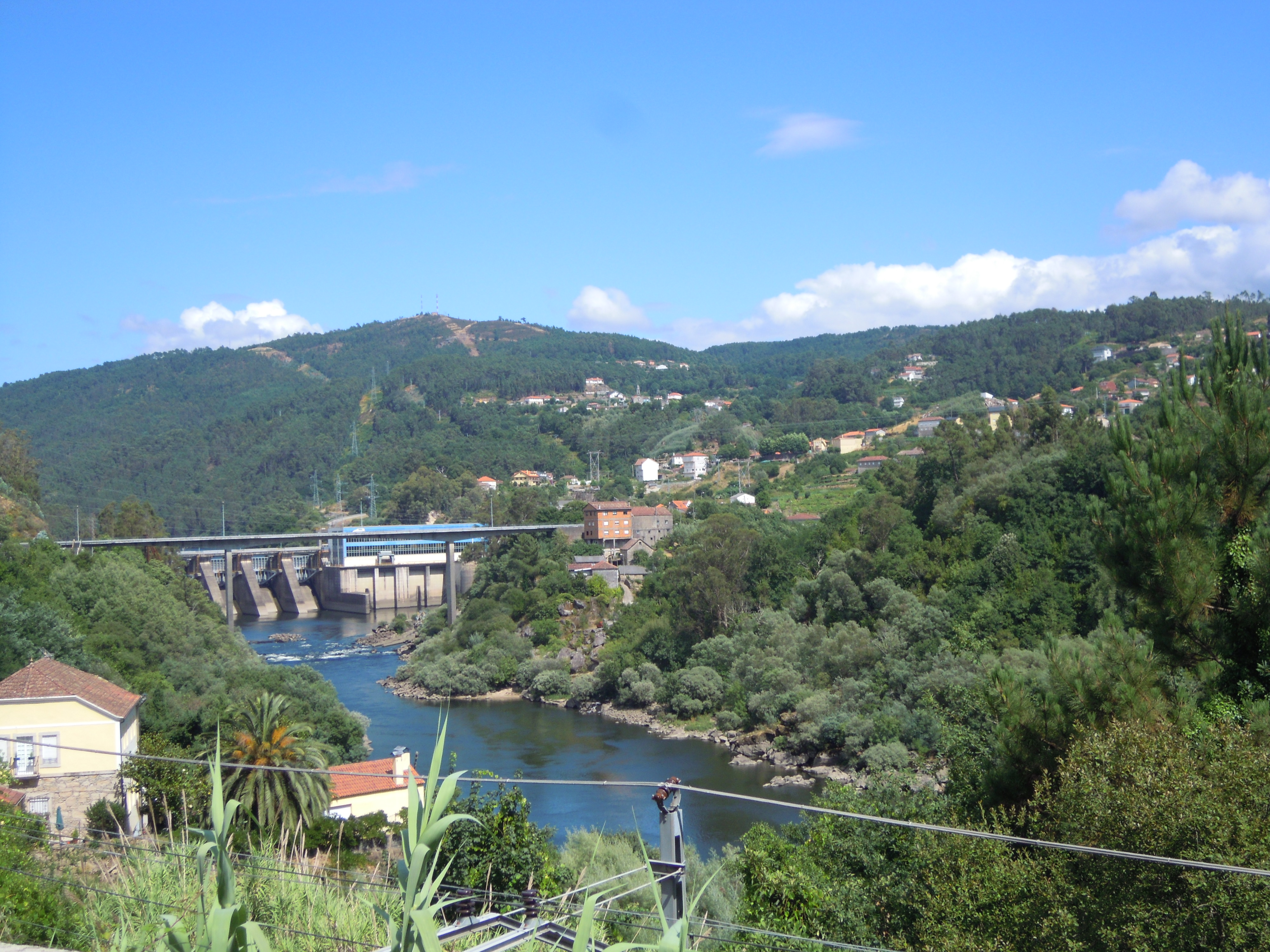
Севіде
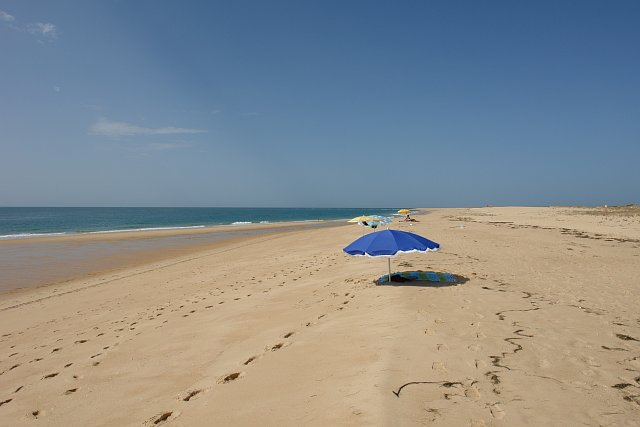
Мис Святої Марії
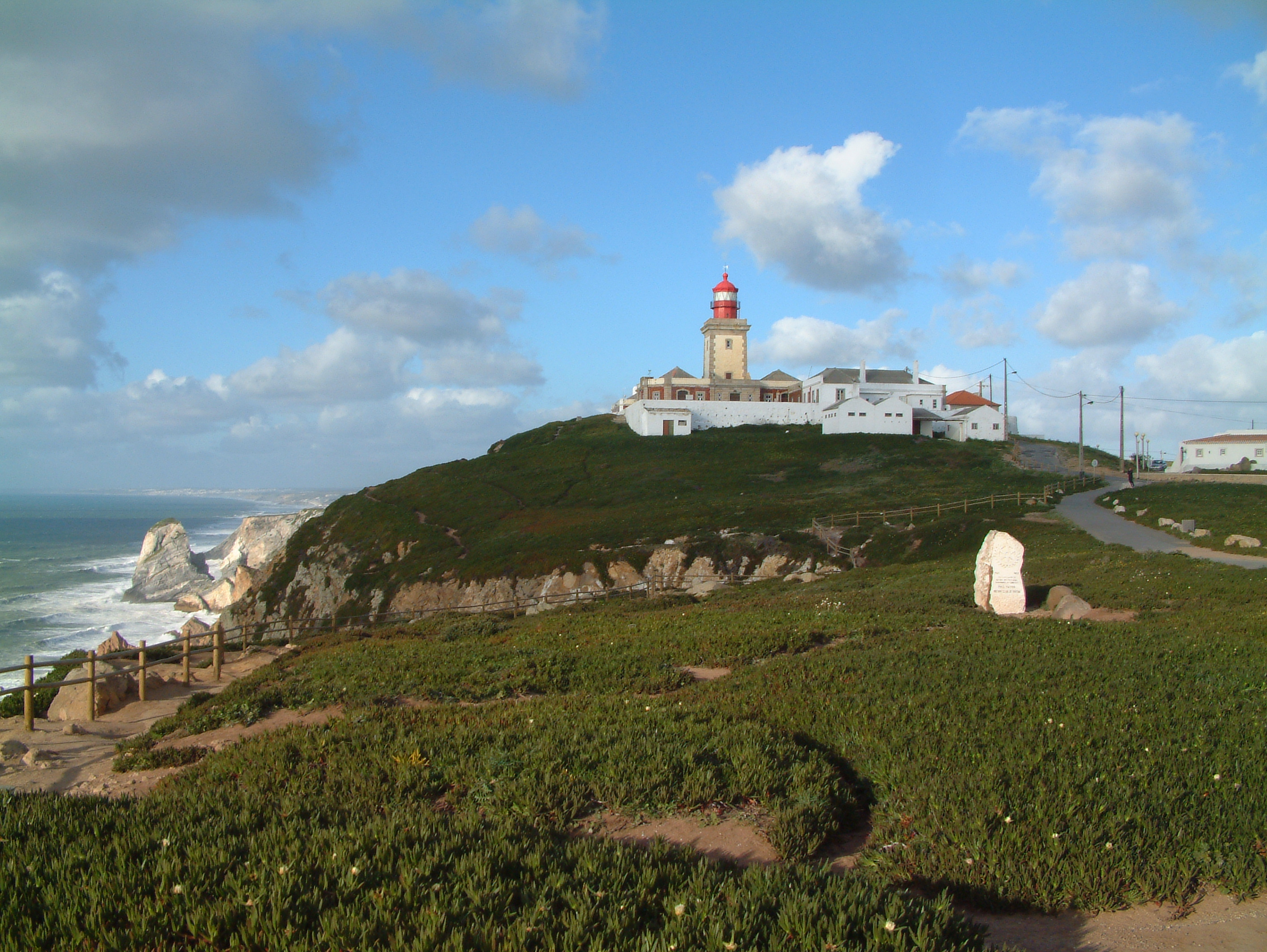
Мис Рока
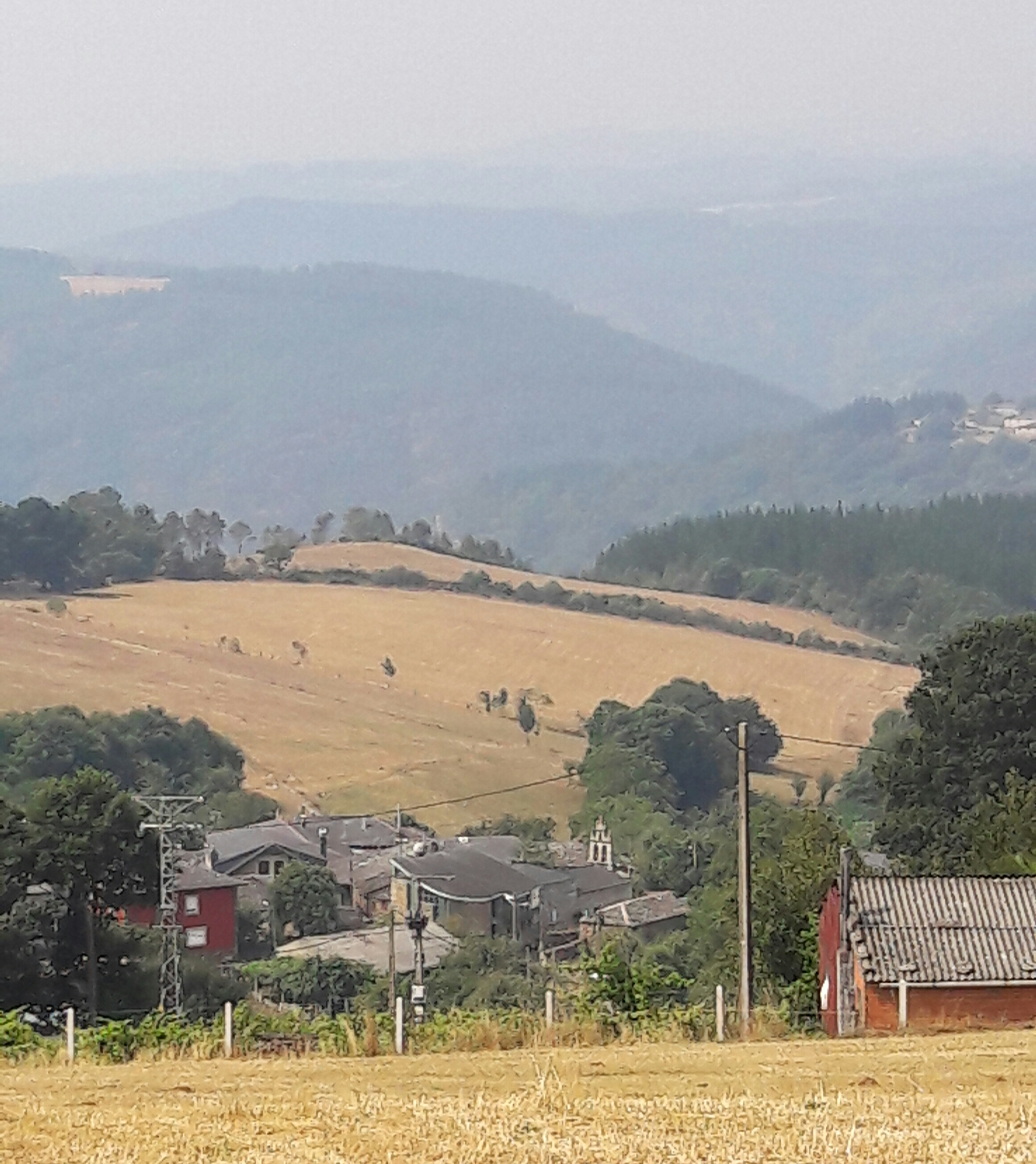
Парадела

### Час
Час у Португалії: UTC0 (-2 години різниці часу з Києвом). Літній час вводиться останньої неділі березня переводом годинникової стрілки на 1 годину вперед, скасовується в останню неділю жовтня переводом годинникової стрілки на 1 годину назад. Територія країни лежить у двох годинних поясах: UTC0, UTC-1 (Азорські острови).

## Геологія

### Корисні копалини
Надра Португалії багаті на ряд корисних копалин: залізну руду, мідь, цинк, олово, вольфрам, срібло, золото, уранові руди, мармур, каолін, гіпс, кам'яну сіль.

## Рельєф
Середні висоти — 372 м; найнижча точка — рівень вод Атлантичного океану (0 м); найвища точка — гора Піку на острові Піку Азорського архіпелагу (2351 м). На півночі країни знаходиться плоскогір'я Месета. Переважають висоти 1000—1200 м над рівнем моря, найбільша — Торре (1991 м) у горах Серра-да-Ештрела). На заході гори круто обриваються до приморської рівнини. Південніше річки Тежу розташована Португальська низовина, на сході облямована плато з окремими кряжами висотою 600—1000 м. На крайньому півдні розташовані низькогір'я Серра-да-Алгарве (902 м), південні схили яких круто обриваються до прибережної низовини.

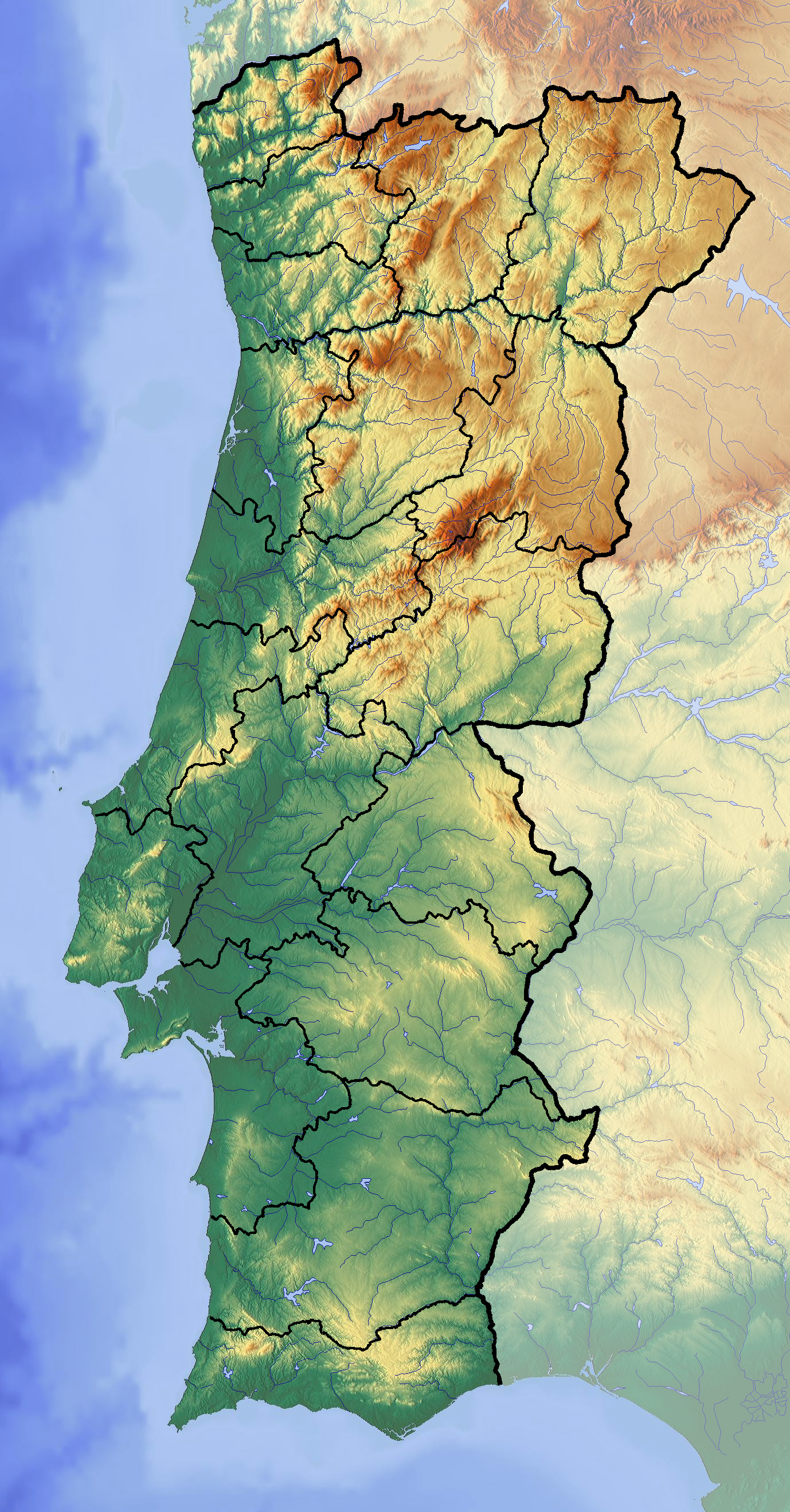
Рельєф Португалії
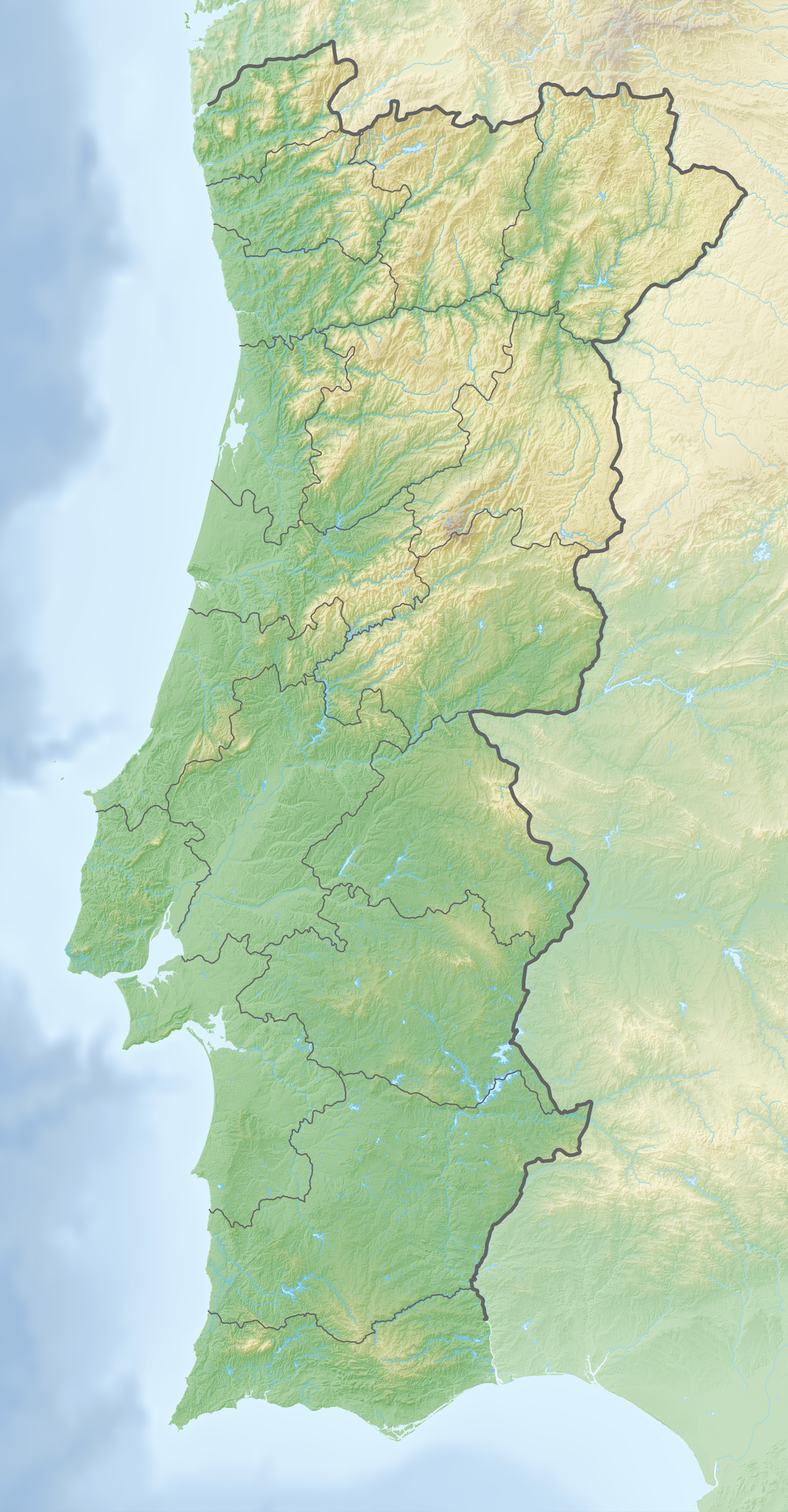
Рельєф Португалії
Рельєф Португалії
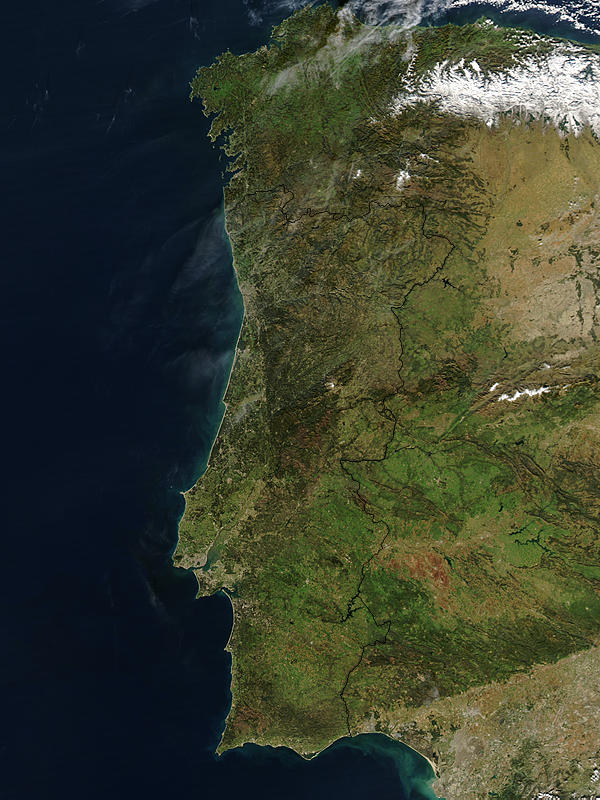
Супутниковий знімок поверхні країни

Рельєф провінцій Міню на заході і Трансмонтани на сході, на північ від річки Дору, гірський. Провінція Бейра, що тягнеться від річки Дору до верхів'я річки Тежу, за винятком прибережної рівнини, також зайнята горами. У її центральній частині знаходиться вища точка Португалії — гора Торре (1993 м). Родючі рівнини в низов'я річки Тежу (провінція Рібатежу). Прибережна зона на північ і південь від столиці країни Лісабона належить до провінції Ештремадура. На схід і південь від неї тягнеться провінція Алентежу, з м'яким горбистим рельєфом, а всю південну частину Португалії займають рівнини провінції Алгарве, за природними умовами схожі з середземноморською зоною Північної Африки.

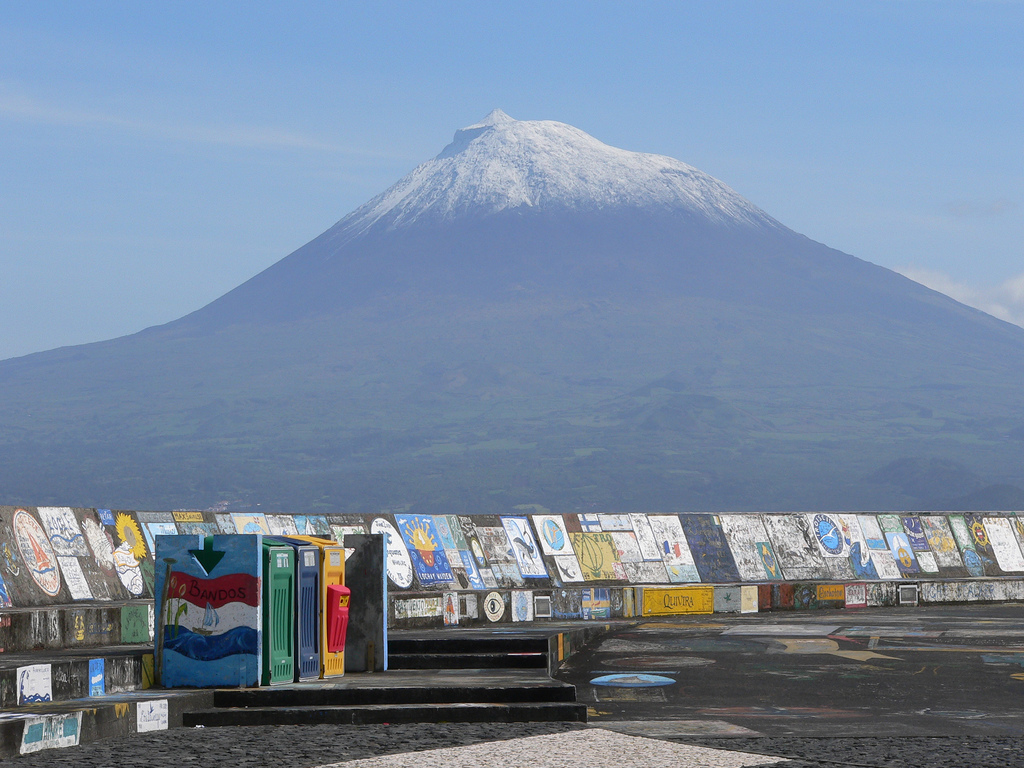
Гора Піку
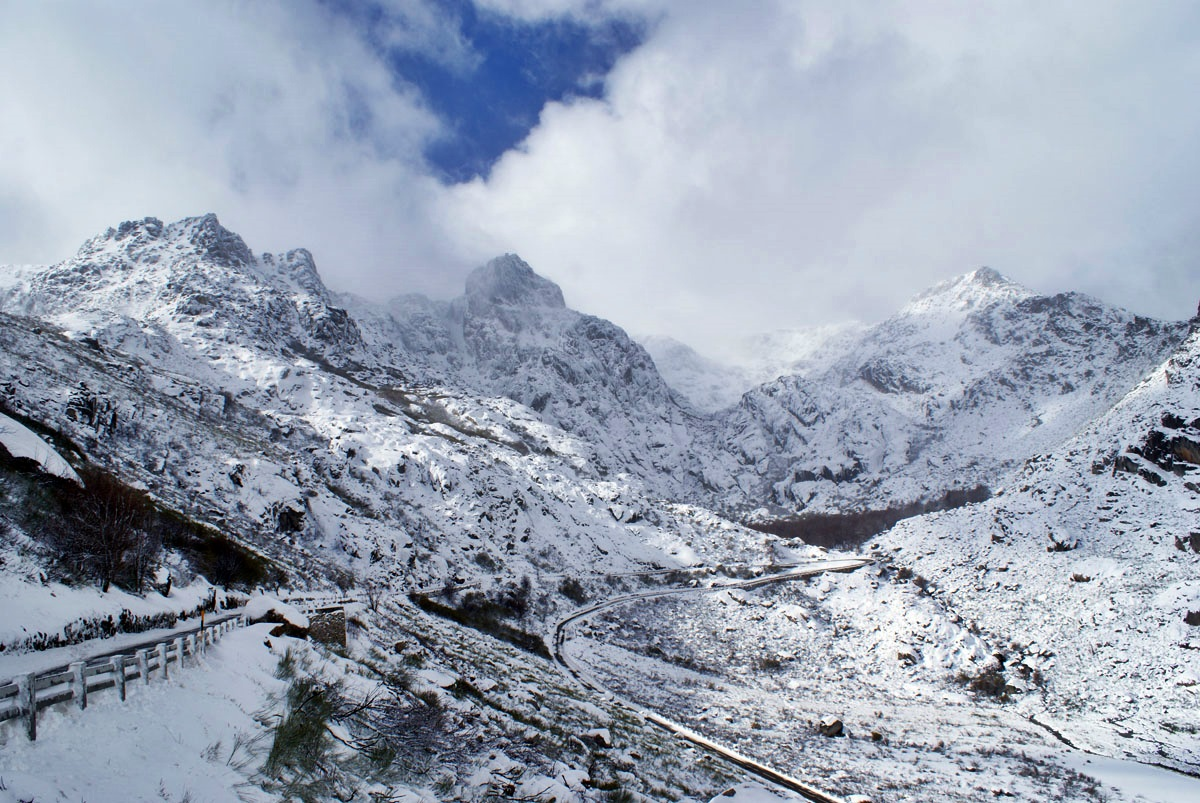
Гори Серра-да-Ештрела
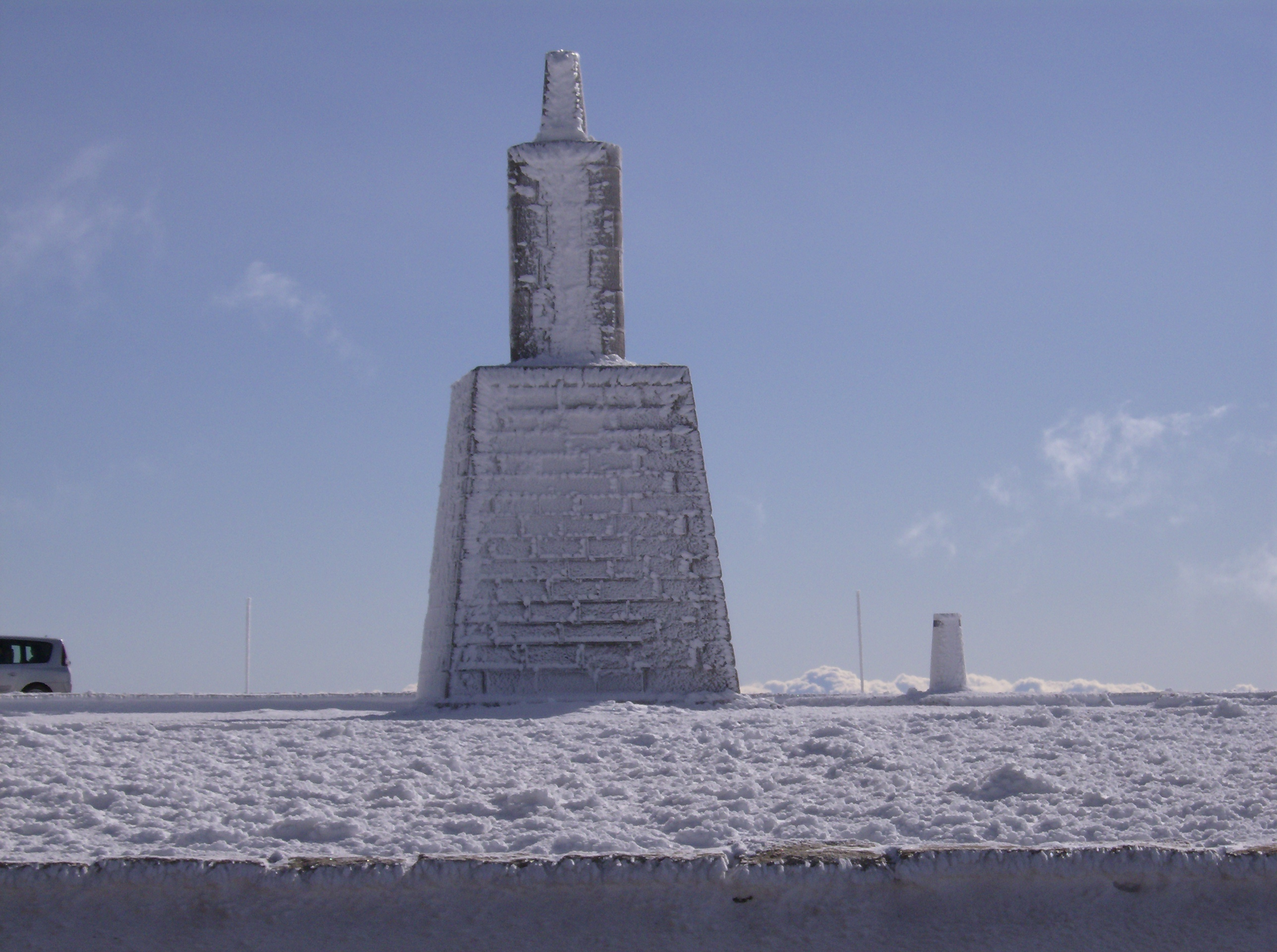
Вершина гори Торре

### Острови
Португалії належить ряд архіпелагів у Північній Атлантиці: Азори, Мадейра, Селваженш та ін.

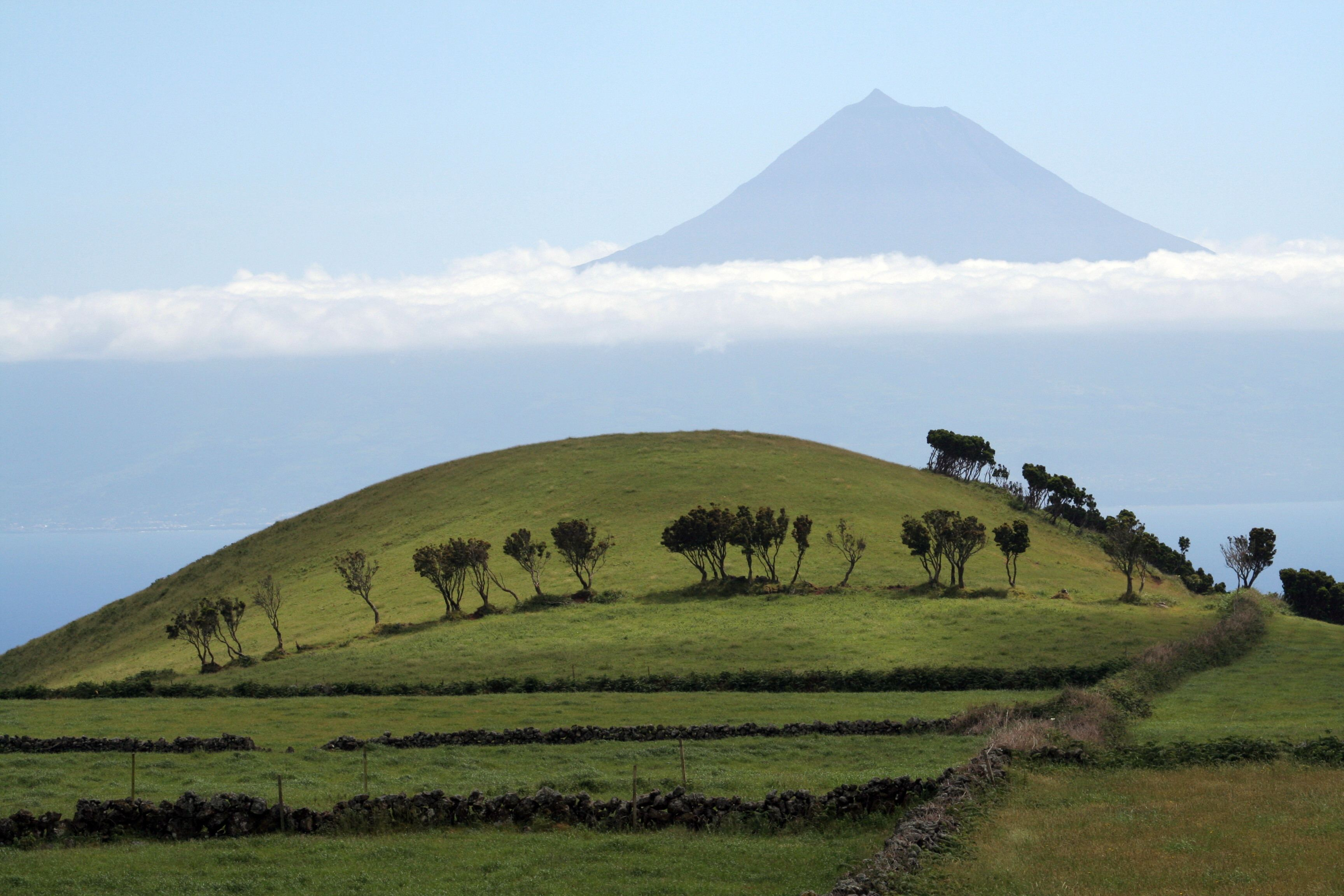
Ландшафти Азорів
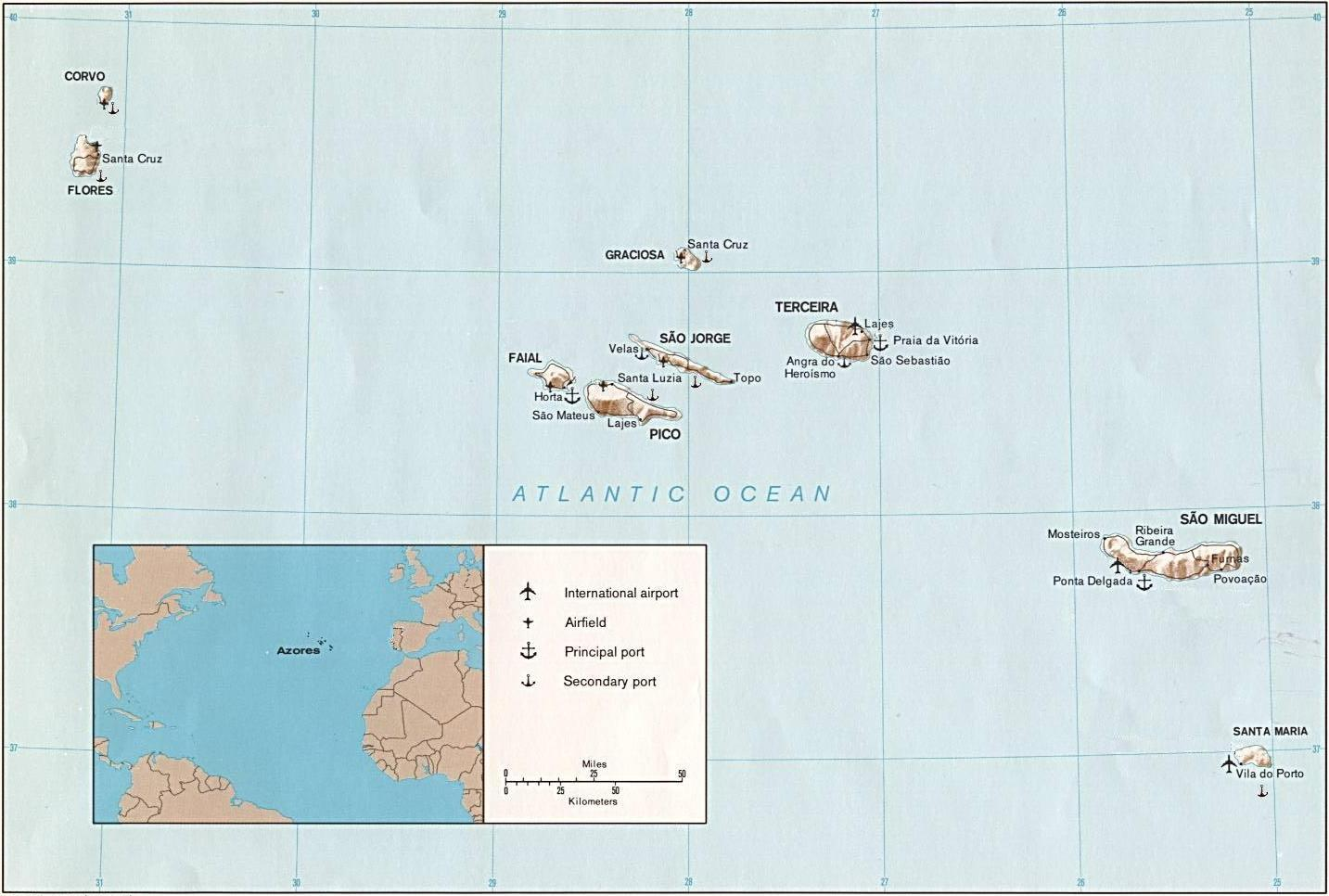
Карта Азорських островів
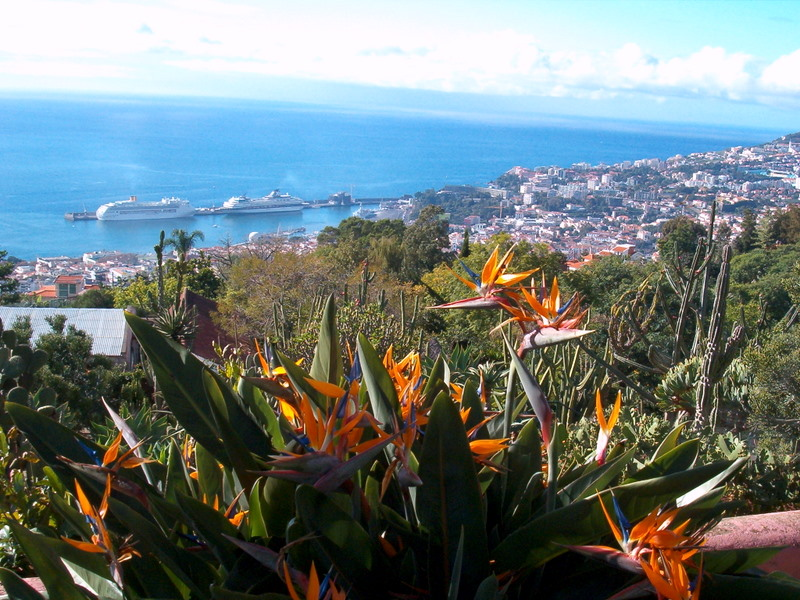
Фуншал, архіпелаг Мадейра
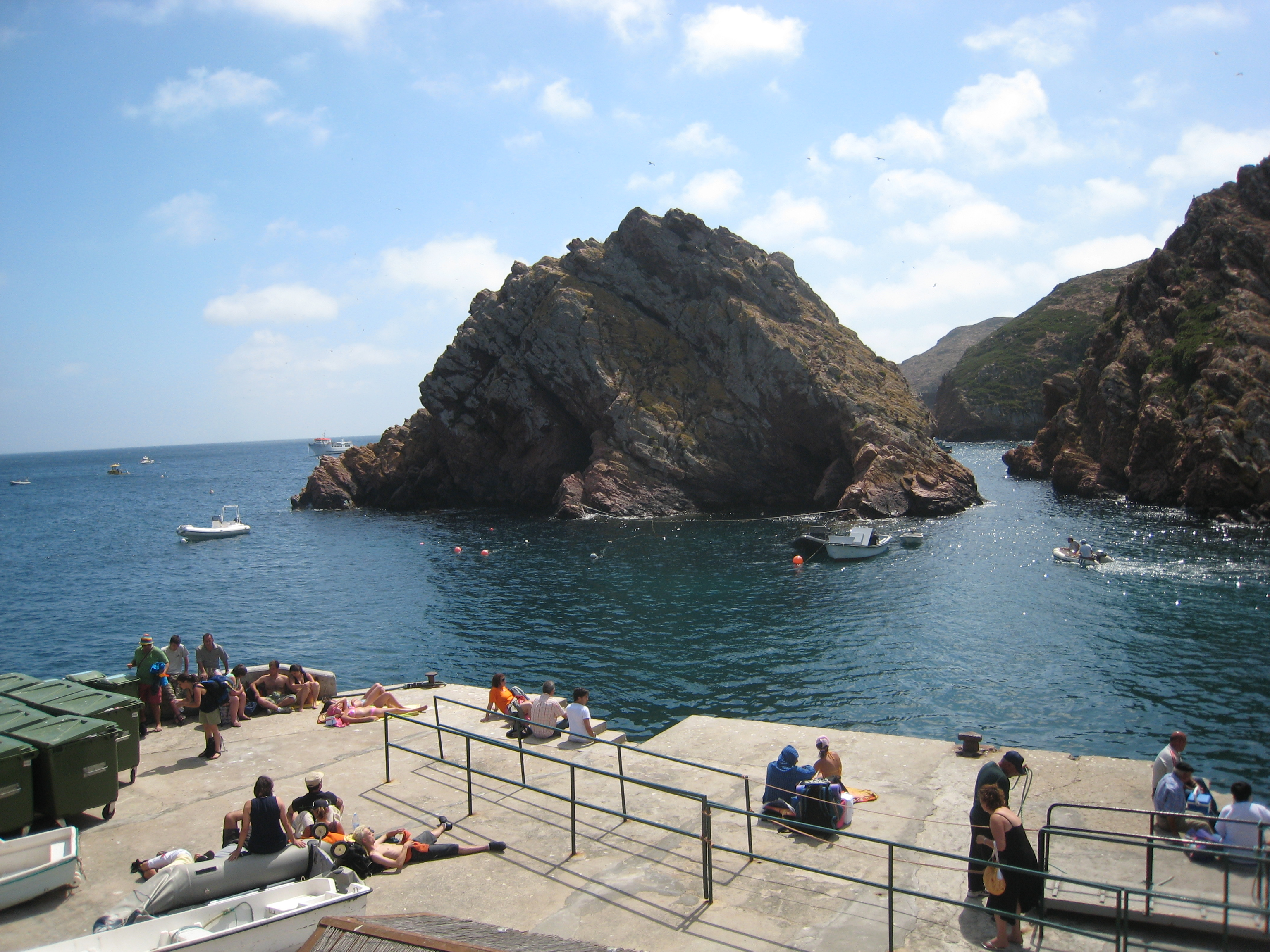
Берленга-Гранде
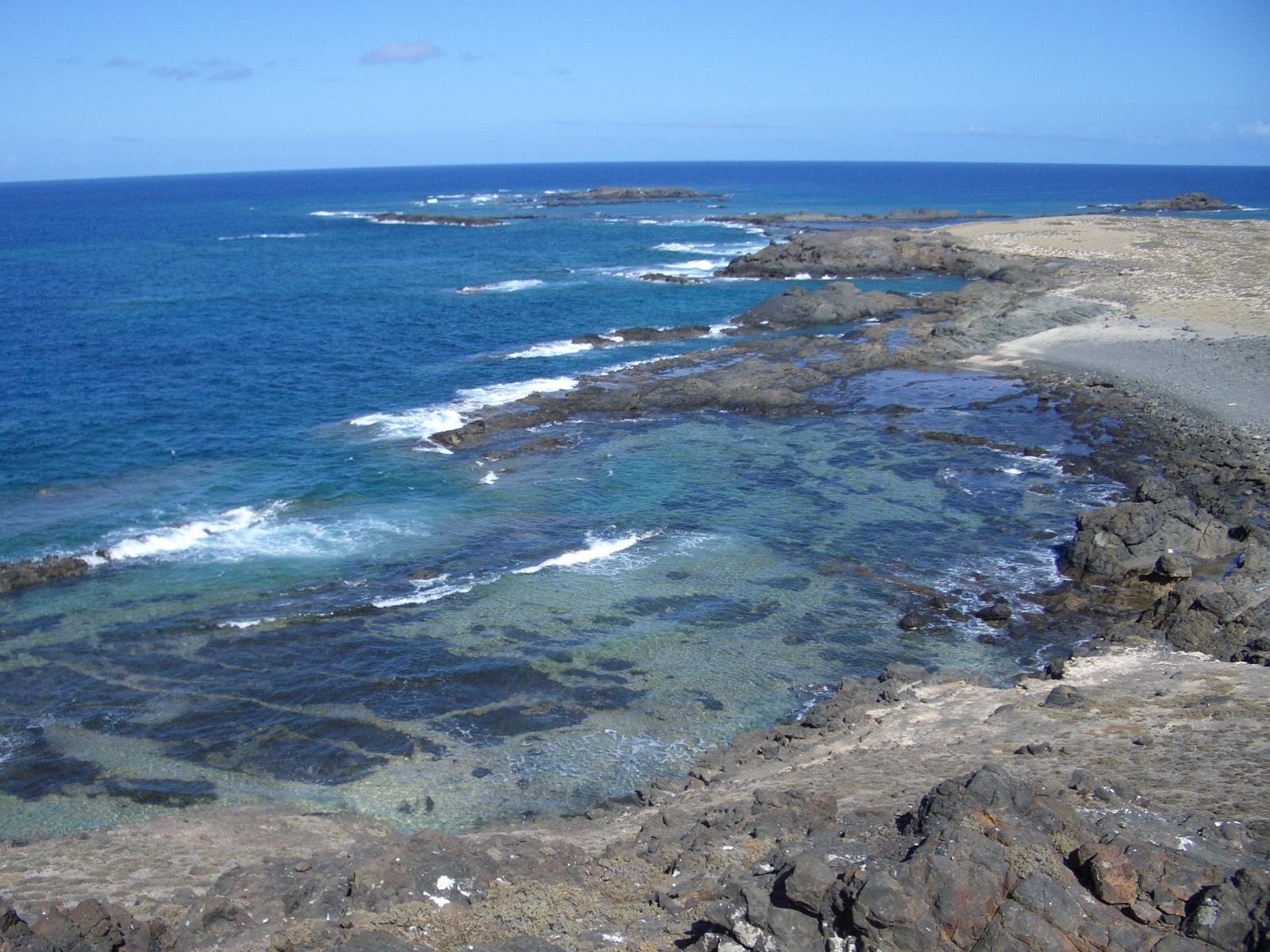
Береги островів Селваженш

## Клімат
Територія Португалії лежить у субтропічному кліматичному поясі, острів Мадейра — в тропічному. Влітку переважають тропічні повітряні маси з ясною тихою антициклонічною погодою, взимку — помірні з похмурою дощовою досить вітряною циклонічною. Значні сезонні амплітуди температури повітря і розподілу атмосферних опадів, можливе випадіння снігу. Над островом Мадейра, увесь рік панують тропічні повітряні маси. Сезонний хід температури повітря чітко відстежується. Переважають східні пасатні вітри, достатнє зволоження (на підвітряних схилах відчувається значний дефіцит вологи).

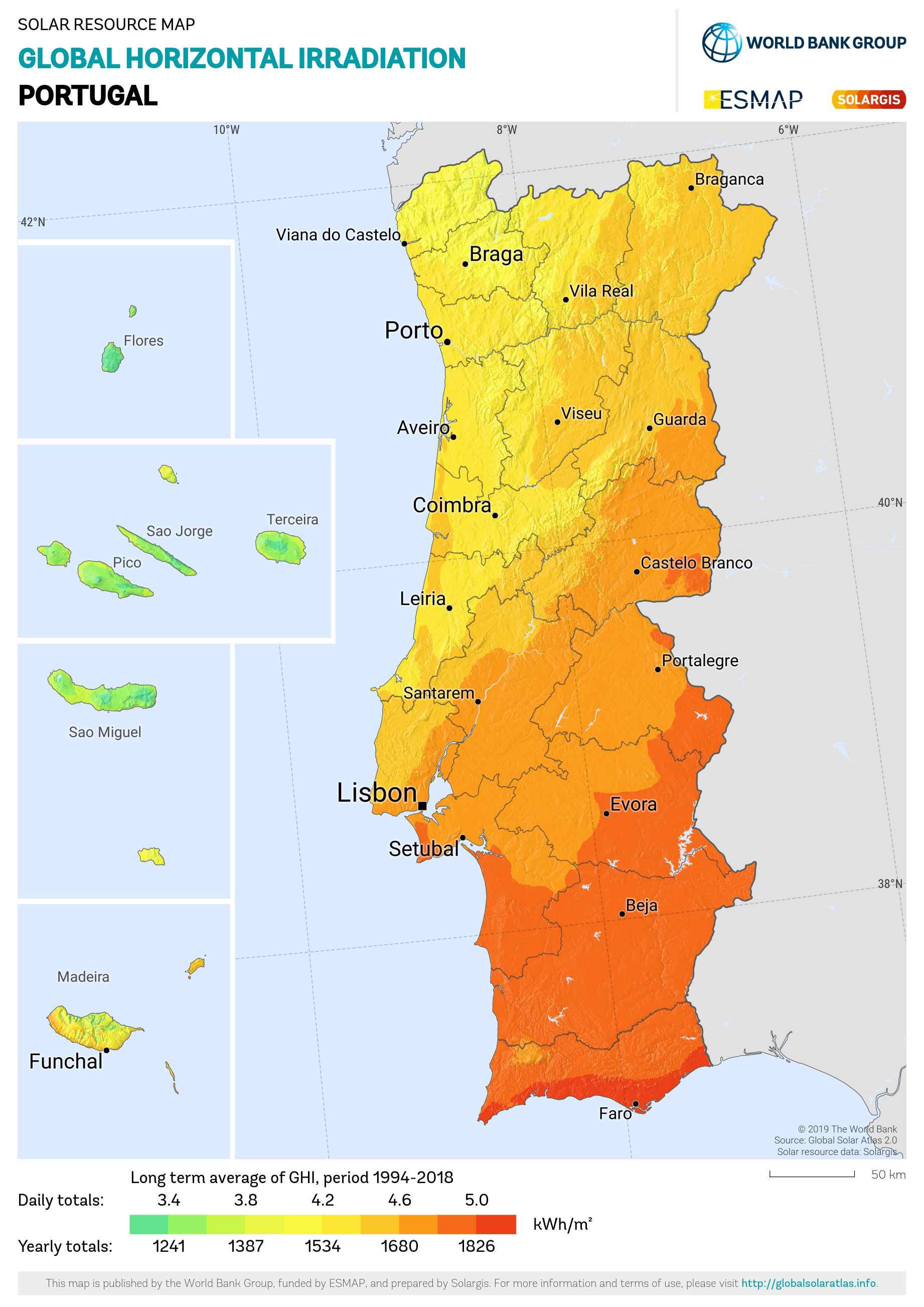
Сонячна радіація (англ.)
Кліматична карта Португалії (за Кеппеном)
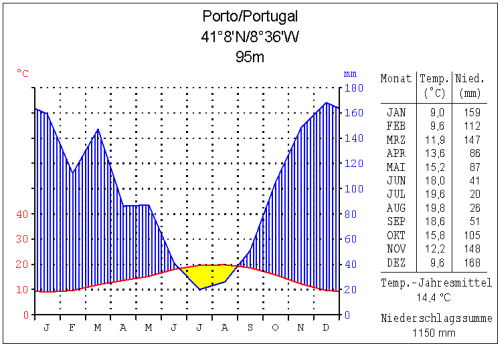
Кліматограма Порту
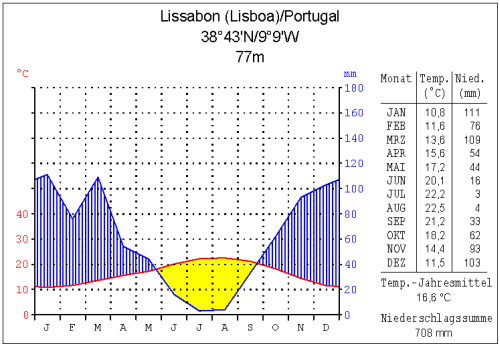
Кліматограма Лісабона
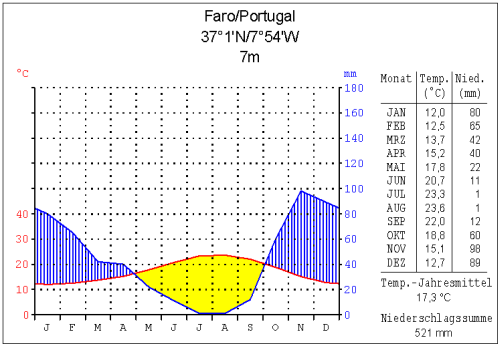
Кліматограма Фару

Клімат країни, відповідно до класифікації Кеппена ділиться на два підтипи: Csa і Csb. Суворіший клімат присутній на південь від Серра-да-Ештрела, який володіє високою температурою влітку і прохолодною взимку, а літо сухе і волога зима. Північ Серра-да-Ештрела, на північному сході, клімат середземноморський континентальний, більш вологий і нижчий середньої температури країни, особливо в гірських районах, а низовини в долині Дору мають рекордно високі температури, схожі на південь країни з середньою температурою +16,4 °C. На Північному Узбережжі (північний захід), клімат середземноморський з морським впливом, і тому дуже помірний влітку.
Португалія є членом Всесвітньої метеорологічної організації (WMO), в країні ведуться систематичні спостереження за погодою.

## Внутрішні води
Загальні запаси відновлюваних водних ресурсів (ґрунтові і поверхневі прісні води) становлять 68,7 км³. Станом на 2012 рік в країні налічувалось 5400 км² зрошуваних земель.

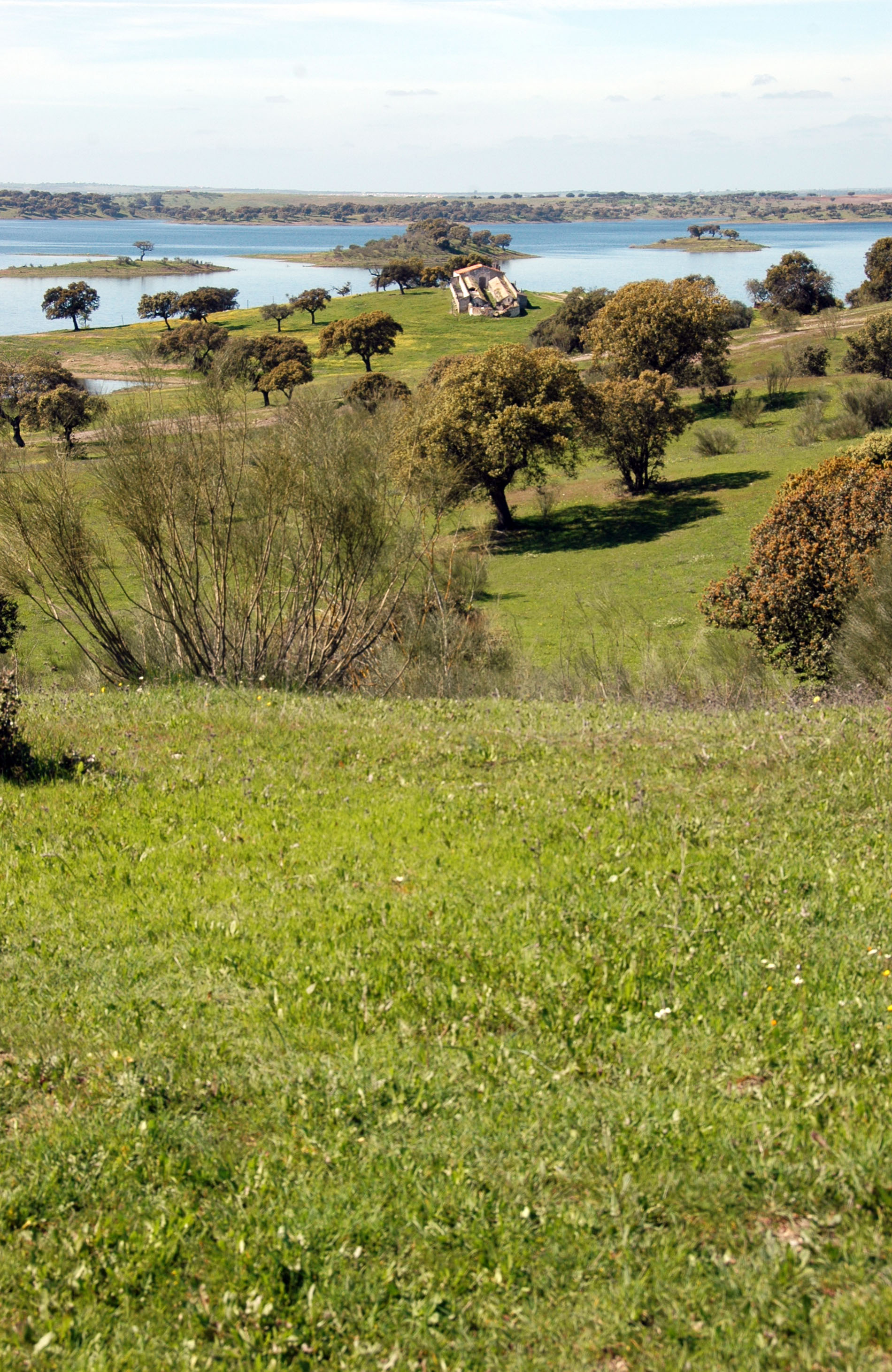
Береги водосховища Алкева

### Річки
Річки країни належать басейну Атлантичного океану. Головні річки, з півночі на південь: Міньйо, Дору, Мондегу, Тежу, Саду, Гвадіана. Більшість великих річок країни беруть початок в Іспанії та впадають в Атлантичний океан, за винятком Мондегу, Вога, Саду і Зезере (притока Тежу), Тамега (притока Дору), що починаються Португалії. Долини річок Дору і Тежу у верхніх течіях вузькі і глибоко порізані каньйонами, нижче за течією розширюються і поблизу берега Атлантичного океану переходять у плоскі низовини. Переважна більшість річок непридатні для судноплавства, окрім Тежу, Дору і нижньої течії Гвадіани. Популярні круїзи річкою Дору до Іспанії.

Річки Португалії
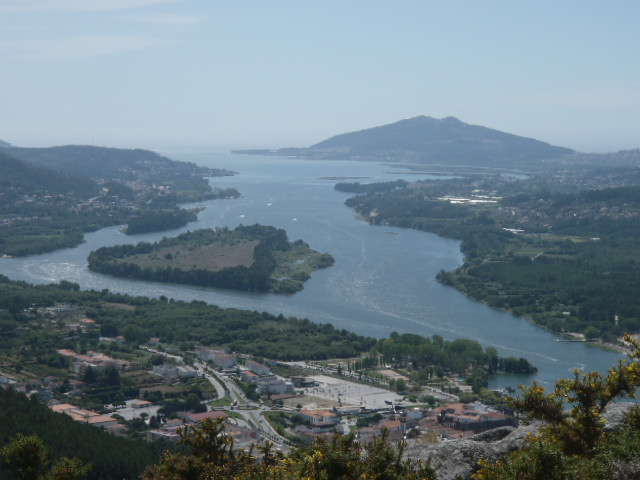
Міньйо
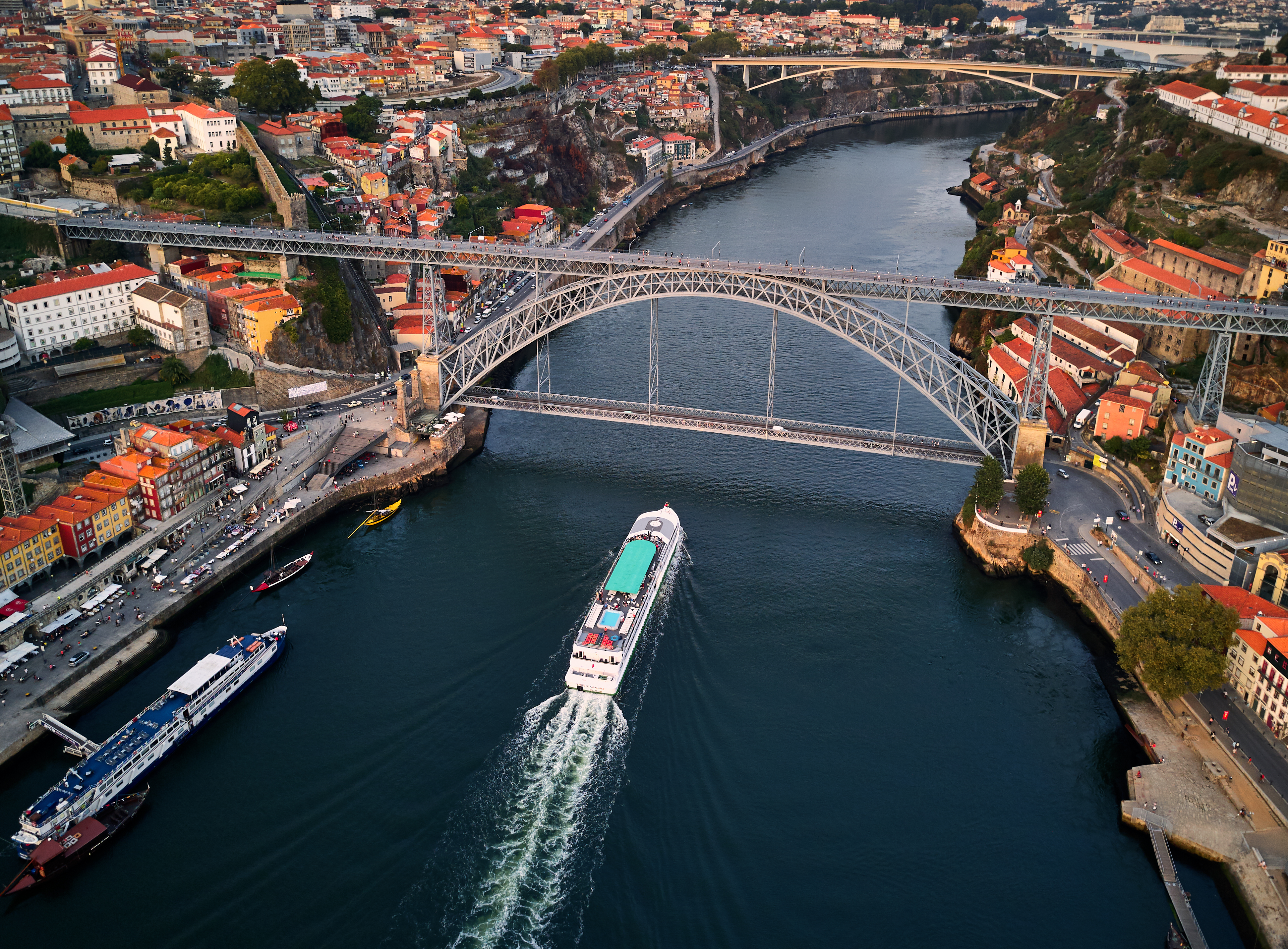
Дору (Дуеро) в Порту
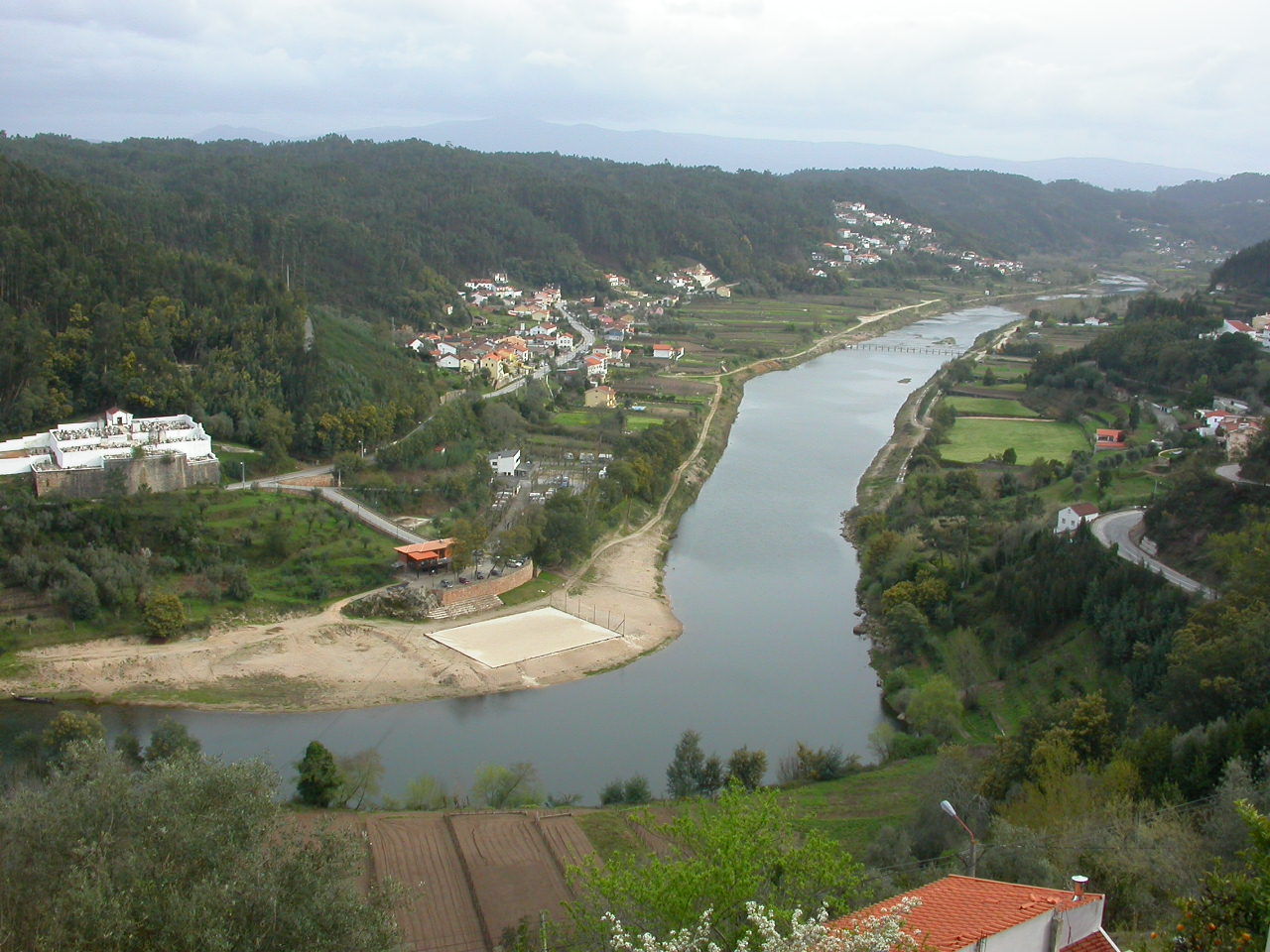
Мондегу в Пенакова
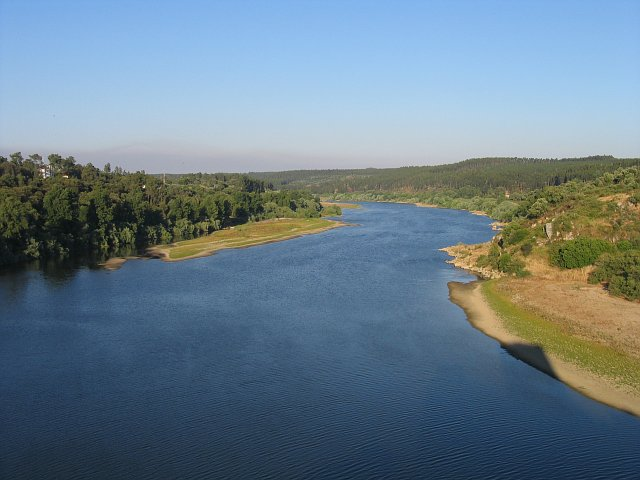
Тежу (Тахо)
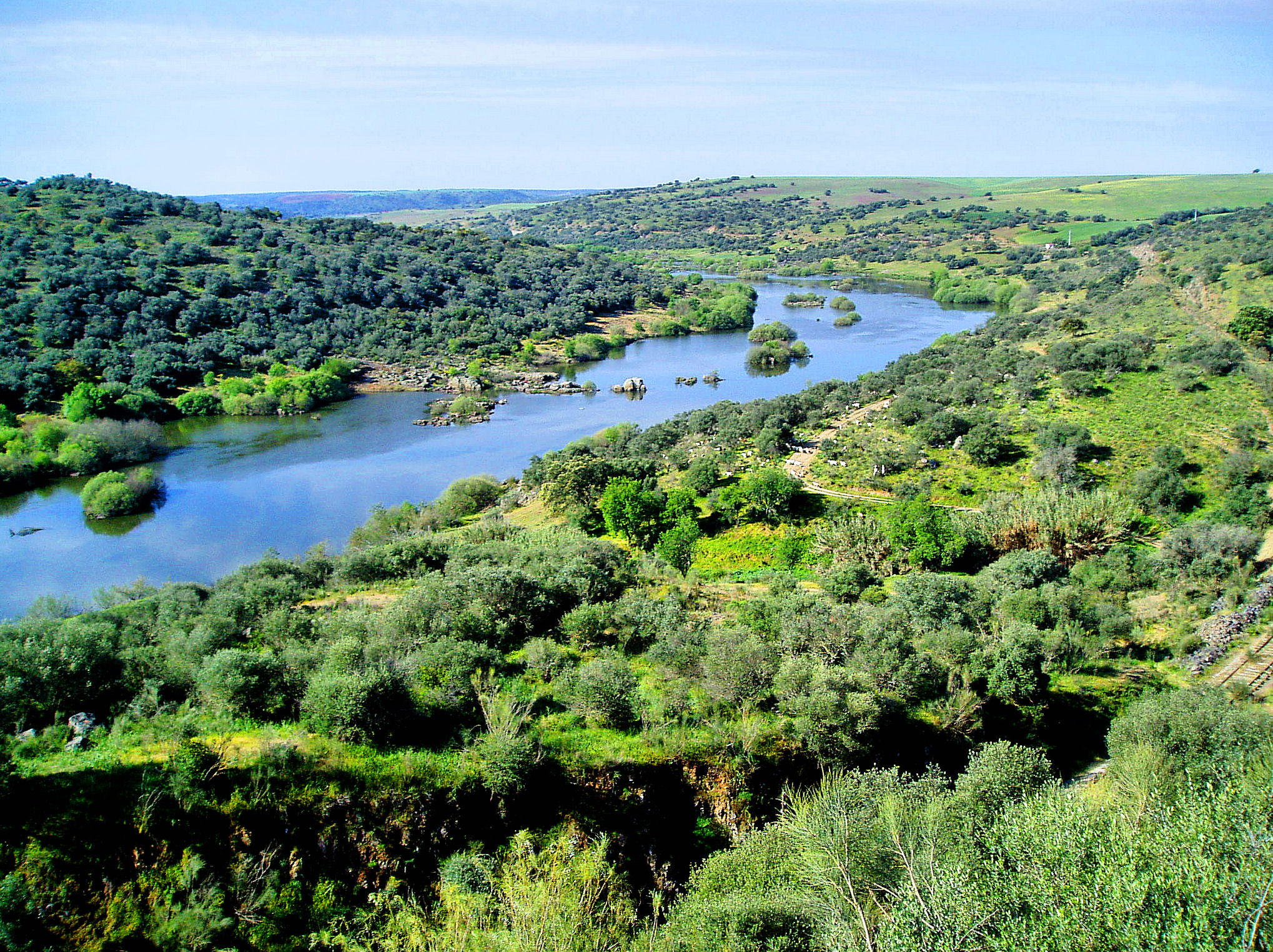
Гвадіана

За допомогою гребель, річки Португалії стали важливим для країни джерелом виробництва електроенергії.

## Рослинність
Земельні ресурси Португалії (оцінка 2011 року):
- придатні для сільськогосподарського обробітку землі — 39,7 %,
  - орні землі — 11,9 %,
  - багаторічні насадження — 7,8 %,
  - землі, що постійно використовуються під пасовища — 20 %;
- землі, зайняті лісами і чагарниками — 37,8 %;
- інше — 22,5 %[1].

## Тваринний світ
У зоогеографічному відношенні територія країни відноситься до Середземноморської провінції Середземноморської підобласті Голарктичної області.

## Охорона природи
Португалія є учасником ряду міжнародних угод з охорони навколишнього середовища:
- Конвенції про транскордонне забруднення повітря (CLRTAP),
- Конвенції про біологічне різноманіття (CBD),
- Рамкової конвенції ООН про зміну клімату (UNFCCC),
- Кіотського протоколу до Рамкової конвенції,
- Конвенції ООН про боротьбу з опустелюванням (UNCCD),
- Конвенції про міжнародну торгівлю видами дикої фауни і флори, що перебувають під загрозою зникнення (CITES),
- Базельської конвенції протидії транскордонному переміщенню небезпечних відходів,
- Конвенції з міжнародного морського права,
- Лондонської конвенції про запобігання забрудненню моря скиданням відходів,
- Конвенції з охорони морських живих ресурсів,
- Монреальського протоколу з охорони озонового шару,
- Міжнародної конвенції запобігання забрудненню з суден (MARPOL),
- Міжнародної угоди про торгівлю тропічною деревиною 1983 і 1994 років,
- Рамсарської конвенції із захисту водно-болотних угідь[16],
- Міжнародної конвенції з регулювання китобійного промислу[1].

Урядом країни підписані, але не ратифіковані окремі протоколи міжнародні угоди щодо: транскордонного забруднення повітря (CLRTAP), Конвенції про заборону військового впливу на природне середовище (ENMOD).

## Стихійні лиха та екологічні проблеми
На території країни спостерігаються небезпечні природні явища і стихійні лиха: землетруси на Азорських островах; помірний вулканізм на Азорських островах, вулкан Фаял (1045 м) востаннє вивергався 1958 року.
Серед екологічних проблем варто відзначити:
- ерозію ґрунтів;
- забруднення повітря промисловими підприємствами й транспортними засобами;
- забруднення вод особливо вздовж узбережжя.

## Фізико-географічне районування
У фізико-географічному відношенні територію Португалії можна розділити на _ райони, що відрізняються один від одного рельєфом, кліматом, рослинним покривом: .

### Українською
- Атлас світу / голов. ред. І. С. Руденко ; зав. ред. В. В. Радченко ; відп. ред. О. В. Вакуленко. — К. : ДНВП «Картографія», 2005. — 336 с. — ISBN 9666315467.
- Атлас. 7 клас. Географія материків і океанів / Укладачі О. Я. Скуратович, Н. І. Чанцева. — К. : ДНВП «Картографія», 2014.
- Бєлозоров С. Т. Географія материків. — К. : Вища школа, 1971. — 371 с.
- Барановська О. В. Фізична географія материків і океанів : навч. посіб. для студентів ВНЗ : [у 2 ч.]. — Н. : Ніжинський державний університет ім. Миколи Гоголя, 2013. — 306 с. — ISBN 978-617-527-106-3.
- Португалія // Гірничий енциклопедичний словник : [у 3-х тт.] / за ред. В. С. Білецького. — Д. : Східний видавничий дім, 2004. — Т. 3. — 752 с. — ISBN 966-7804-78-X.
- Дубович І. А. Країнознавчий словник-довідник. — 5-те вид., перероб. і доп. — К. : Знання, 2008. — 839 с. — ISBN 978-966-346-330-8.
- Фізична географія материків та океанів : підруч. для студ. вищ. навч. закл. : у 2 т / за ред. П. Г. Шищенка. — К. : Видавництво Київського нац. ун-т ім. Т. Шевченка, 2010. — Т. 2. : Європа. — 464 с. — ISBN 978-966-439-273-7.
- Панасенко Б. Д. Фізична географія материків : навч. посіб. : в 2 ч. — В. : ЕкоБізнесЦентр, 1999. — 200 с.
- Юрківський В. М. Регіональна економічна і соціальна географія. Зарубіжні країни: Підручник. — 2-ге. — К. : Либідь, 2001. — 416 с. — ISBN 966-06-0092-5.

### Англійською
- (англ.) Graham Bateman. The Encyclopedia of World Geography. — Andromeda, 2002. — 288 с. — ISBN 1871869587.

### Іспанською
- (ісп.) Alvaro Galmés de Fuentes. Los topónimos: sus blasones y trofeos (la toponimia mítica). — Madrid : Real Academia de la Historia, 2000. — 211 с.

### Російською
- (рос.) Авакян А. Б., Салтанкин В. П., Шарапов В. А. Водохранилища. — М. : Мысль, 1987. — 326 с. — (Природа мира)
- (рос.) Алисов Б. П., Берлин И. А., Михель В. М. Курс климатологии [в 3-х тт.] / под. ред. Е. С. Рубинштейн. — Л. : Гидрометеоиздат, 1954. — Т. 3. Климаты земного шара. — 320 с.
- (рос.) Апродов В. А. Вулканы. — М. : Мысль, 1982. — 368 с. — (Природа мира)
- (рос.) Апродов В. А. Зоны землетрясений. — М. : Мысль, 2010. — 462 с. — (Природа мира) — ISBN 978-5-244-01122-7.
- (рос.) Бабаев А. Г., Зонн И. С., Дроздов Н. Н., Фрейкин З. Г. Пустыни. — М.  : Мысль, 1986. — 320 с. — (Природа мира)
- (рос.) Букштынов А. Д., Грошев Б. И., Крылов Г. В. Леса. — М. : Мысль, 1981. — 316 с. — (Природа мира)
- (рос.) Власова Т. В. Физическая география материков. С прилегающими частями океанов. Евразия, Северная Америка. — 4-е, перераб. — М. : Просвещение, 1986. — 417 с.
- (рос.) Гвоздецкий Н. А. Карст. — М. : Мысль, 1981. — 214 с. — (Природа мира)
- (рос.) Гвоздецкий Н. А., Голубчиков Ю. Н. Горы. — М. : Мысль, 1987. — 400 с. — (Природа мира)
- (рос.) Добрынин Б. Ф. Физическая география Западной Европы. — М. : Учпедгиз, 1948. — 415 с.
- (рос.) Географический энциклопедический словарь: географические названия / под. ред. А. Ф. Трёшникова. — 2-е изд., доп. — М. : Советская энциклопедия, 1989. — 585 с. — ISBN 5-85270-057-6.
- (рос.) Исаченко А. Г., Шляпников А. А. Ландшафты. — М. : Мысль, 1989. — 504 с. — (Природа мира) — ISBN 5-244-00177-9.
- (рос.) Каплин П. А., Леонтьев О. К., Лукьянова С. А., Никифоров Л. Г. Берега. — М. : Мысль, 1991. — 480 с. — (Природа мира) — ISBN 5-244-00449-2.
- (рос.) Карри-Линдал К. Европа. — М. : Прогресс, 1981. — 334 с. — (Континенты, на которых мы живем)
- (рос.) Словарь современных географических названий / под общей редакцией акад. В. М. Котлякова. — Екатеринбург : У-Фактория, 2006.
- (рос.) Литвин В. М., Лымарев В. И. Острова. — М. : Мысль, 2010. — 288 с. — (Природа мира) — ISBN 978-5-244-01129-6.
- (рос.) Лобова Е. В., Хабаров А. В. Почвы. — М. : Мысль, 1983. — 304 с. — (Природа мира)
- (рос.) Максаковский В. П. Географическая картина мира. Книга I: Общая характеристика мира. — М. : Дрофа, 2008. — 495 с. — ISBN 978-5-358-05275-8.
- (рос.) Максаковский В. П. Географическая картина мира. Книга II: Региональная характеристика мира. — М. : Дрофа, 2009. — 480 с. — ISBN 978-5-358-06280-1.
- (рос.) Португалия // Поспелов Е. М. Топонимический словарь. — М. : АСТ, 2005. — 229 с. — ISBN 5-17-016407-6.
- (рос.) География / под ред. проф. А. П. Горкина. — М. : Росмэн-Пресс, 2006. — 624 с. — (Современная иллюстрированная энциклопедия) — ISBN 5-353-02443-5.
- (рос.) Физико-географический атлас мира. — М. : Академия наук СССР и Главное управление геодезии и картографии ГУГК СССР, 1964. — 298 с.
- (рос.) Энциклопедия стран мира / глав. ред. Н. А. Симония. — М. : НПО «Экономика» РАН, отделение общественных наук, 2004. — 1319 с. — ISBN 5-282-02318-0.